# Karlovški most (stari)
Karlovški most (stari) premošča Gruberjev kanal in leži na Gruberjevem nabrežju tik pred križiščem z Ižansko cesto v Ljubljani.

## Zgodovina
Do izgradnje novega Karlovškega mostu leta 1979 je bil stari most v trasi Karlovške ceste, ki je povezovala mesto v obzidju z Dolenjsko skozi Pisana vrata. Nastala je na ostankih rimske ceste Aquilea-Siscia. Z zgraditvijo Gruberjevega kanala je bila cesta prekinjena, zato so morali nemudoma zgraditi most. Že v načrtu mesta iz leta 1780 (cf. Situation-plan des Laibacher Moraltes, 1780) je bil vrisan most na mestu današnjega. Podatkov o tem, kakšen je bil in kdaj točno je bil narejen, ni. Zagotovo je bil lesen, kot vsi v tedanjem času v Ljubljani.
Za kamniti most je bilo izdelanih več projektov. Prvega je leta 1852 izdelal Carl Scheiner in vsebuje statiko ter konstrukcijo, v letu 1864 pa dodaten, po katerem je bil zgrajen in je vseboval oblikovanje fasade ter detajlov. Tudi za kamnit most velja, da ni točnih podatkov o letu izgradnje. Je tipičen primer arhitekture druge polovice 19. stoletja s podobnimi detajli kot so bili na dunajskih in graških objektih.
Most je klasična dvoločna kamnita konstrukcija z enim srednjim opornikom. Obložen je bil z rezanim kamnom, stebri so na preprostih podstavkih s kapitelskimi zaključki, ki se nadaljujejo v plitve pilastre, na katerih je klasicistično oblikovan venec. Most ima litoželezno ograjo vpeto med kamnite elemente na konceh in v sredini. Na koncih je bilo cestišče zavarovano s kamnitimi stebri povezani z litoželeznimi profiliranimi drogovi. Na vseh štirih koncih so bili postavljeni tudi litoželezni kandelabri.
Umetnostno-obrtna obdelava ograje kaže geometrijske oblike okrašene z novogotskim stiliziranim četverolistom. Kandelabri so bili spodaj poznorenesančne oblike s klasicističnim stebrom in lučmi. Vogalna polnila v ograji so imela novoromanske oblike z rozeto in viticami.
Most je imel širino vozišča 5,62 m in obojestranski pločnik širine 1,19 m. Most je bil večkrat preurejen. V Slovenskem narodu (iz leta 1913/183, p. 4) je zapis o enem takem preurejanju in sicer o novi ograji, ki je zamenjala staro polomljeno. 
Leta 1893 je bila zgrajena dolenjska železniška proga, ki poteka v neposredni bližini Karlovškega mostu in dolenjski kolodvor. Promet iz mesta se je močno povečal. Že Fabiani je v prostorskem načrtu Ljubljane iz leta 1895 začrtal novo povezavo z novim mostom, ki pa ni bila nikoli realizirana. Leta 1901 je Ljubljana dobila tramvaj in en krak je potekal do dolenjskega kolodvora tako, da je most dobil tudi tirne naprave kar je razvidno iz načrta mesta iz leta 1910 (arhitekt C.M. Koch). Na mostu je bila tudi električna ura.
Največji poseg v most je bil izveden leta 1938, ko so most razširili za 1,12 m na vsako stran tako, da so dobetonirali konzole in naredili novo mostno ograjo (ohranili so litoželezni del, ostalo izdelali na novo iz opeke in betona), pločnike pa asfaltirali. S tem so obliko mostu popolnoma pokvarili. Nova širina vozišča je bila 7,35 m, pločnikov do ograje 1,55 m, tramvajske tire pa so prestavili na sredino vozišča. Projekt je vodil Mestni gradbeni urad Ljubljane, izvajalec je bil gradbeno podjetje Battelino Vilibald iz Ljubljane.
Po izgradnji novega Karlovškega mostu je Republiška skupnost za ceste naročila projekt rekonstrukcije starega mostu, ki bi mu povrnil prvotno obliko iz leta 1864, saj je po svoji funkciji postal zelo lokalnega pomena. Ker je most spomeniško zaščiten je projekt iz leta 1979 predvidel:
- varovanje vsebine - to je kamnite konstrukcije in litoželezne ograje;
- odstranitev konzolne plošče ter zidane ograje ob konceh mostu;
- po prvotnem načrtu izdelati primerljive kandelabre, kamnite stebre in tlak ter ustrezno novo ograjo;
- tlakovati pločnike s kamnitimi ploščami in asfaltiranje vozišča.

Izvajanje del je potekalo pod nadzorom konzervatorja in sodelovanju Ljubljanskega regionalnega zavoda za spomeniško varstvo. Vozišče je ponovno dobilo širino 5,5 m in so ga asfaltirali, višina se je zaradi odstranitve konzol znižala. Hodnika za pešce sta bila prestavljena na prvotno mesto, tlakovana sta bila z rdečerjavimi kamnitimi ploščami, ki so bile običajne za Staro Ljubljano. Urejena je bila tudi okolica in dodana varovalna ograja za pešce ob Gruberjevem kanalu.
Ob tej prenovi leta so s prvotne lokacije prestavili tudi spomenik izsuševalcem Ljubljanskega barja iz leta 1829.

## Stanje 2012
Mestna občina Ljubljana, sedanji upravljavec, je stari Karlovški most, zaradi podrtja pločnikov februarja leta 2004 začasno zaprla. MO Ljubljana je pripravila projekt obnove, ki se je začela oktobra 2006, izvajalec del je bil Gradis, gradbeno podjetje Ljubljana d.d.. Poleg sanacije poškodb, so dela zajemala še preureditev javne razsvetljave na mostu in izdelavo nove litoželezne ograje. Vozišče je asfaltno, pločniki so iz granitnih plošč. 21. junija 2007 je bil prenovljeni Karlovški most odprt.
Med nivojema obeh mostov oziroma cest so izvedeni prehodi s stopnicami in klančinami.
V nišah med oporniki novega Karlovškega mostu je postavljena razstava o nastanku starega mostu in o Gruberjevem kanalu. Razstavo so pripravili v Arhitekturnem muzeju Ljubljana, oblikoval pa jo je studio Arnold Vuga.
- Pogled na nazadnje obnovljeni stari Karlovški most
- Detajl kandelabra
- Detajl ograje
- Pogled na vozišče
- Pogled na oba mostova